# 海子山老牛筋
海子山老牛筋（学名：Arenaria haitzeshanensis）是石竹科无心菜属的植物，是中国的特有植物。分布于中国大陆的西藏、四川等地，生长于海拔3,700米至4,400米的地区，常生长在高山草甸，目前尚未由人工引种栽培。

## 别名
狐茅状雪灵芝（西藏植物志）